# Francisco Guerrero
Francisco Guerrero (Siviglia, 4 ottobre 1528 – Siviglia, 8 novembre 1599) è stato un compositore spagnolo.
Insieme a Cristóbal de Morales e Tomás Luis de Victoria, rappresenta il massimo esponente della polifonia sacra spagnola. Poco si sa della sua infanzia e della sua formazione, salvo che fu discepolo di suo fratello Pedro e del già menzionato Morales, dai quali apprese il contrappunto.

## Biografia
Maestro di cappella in diverse cattedrali spagnole (Jaén, Siviglia), condusse una vita itinerante che lo condusse in fastose capitali dell'epoca, come Lisbona, Roma, Venezia. Aveva un carattere pacifico ed era un uomo molto religioso. Tornato in Spagna, poté realizzare la sua aspirazione di recarsi in Terrasanta nel 1589. Al ritorno, dopo aver visto Damasco, Betlemme e Gerusalemme, la sua nave fu attaccata dei pirati che lo privarono dei suoi beni e lo trattennero chiedendo un riscatto. Il riscatto fu pagato e poté tornare in Spagna, ma, non avendo più denaro, andò incontro a una serie di disavventure tra cui la prigione per debiti. Uscì da questa situazione grazie al Capitolo della Cattedrale di Siviglia, dove a suo tempo aveva lavorato, che lo prese a suo servizio. Pubblicò il libro “Il viaggio a Gerusalemme” in cui descrive il suo viaggio avventuroso in Terrasanta, che ebbe grande diffusione. Aveva comunque il desiderio di rivedere la Terrasanta e nel 1599 stava preparando un altro viaggio, ma morì prima di partire, durante una pestilenza a Siviglia.
Creatore prolifico, gli si devono due collezioni di messe (1566 e 1582) e due di mottetti (1570 e 1589) e poi inni, salmi e magnificat. Fu uno dei pochi autori spagnoli dell'epoca a sviluppare anche la canzone profana, seppur sempre con un occhio rivolto al trascendente, nel suo volume “Canzoni e villanelle spirituali” (1589).
Le sue messe e i suoi mottetti, in particolar modo alcuni mottetti mariani, ebbero grande diffusione, non solo nella penisola iberica. Nelle Cattedrali dell'America Latina la sua musica fu eseguita per secoli. Da un punto di vista stilistico Guerrero, per cui l'espressione del significato del testo è molto importante, utilizza anche un linguaggio tendenzialmente omoritmico; la bellezza delle sue melodie è memorabile. È stato, comunque, anche un grande contrappuntista e, come per gli altri compositori spagnoli, il suo interesse per l'aspetto ritmico è notevole.